# Montreal Gare Centrale
Der Gare Centrale (französisch Gare centrale de Montréal) ist der Hauptbahnhof der kanadischen Stadt Montreal. Er befindet sich im zentralen Arrondissement Ville-Marie, zwischen dem Boulevard René-Lévesque und der Rue de La Gauchetière. Der Bahnhof dient sowohl dem Fern- als auch dem Vorortsverkehr und wird jährlich von 18 Millionen Fahrgästen genutzt. Das Gebäude ist im internationalen Stil errichtet, mit Art-déco-Friesen als Verzierung. Während die Haupthalle ebenerdig ist, liegen die Gleise in einem überdeckten Einschnitt.

## Geschichte
Die Canadian Northern Railway (CNoR) strebte danach, ihre Hauptstrecke ins Stadtzentrum von Montreal zu verlängern, doch konkurrierende Bahngesellschaften blockierten die Zufahrtskorridore. Aus diesem Grund baute die CNoR den Mont-Royal-Tunnel, der 1918 zusammen mit dem am stadtseitigen Tunnelportal gelegenen Tunnel Terminal eröffnet wurde. Im selben Jahr übernahm die staatliche Canadian National Railway (CN) die CNoR und weitere in Konkurs gegangene Bahngesellschaften. Nachdem die CN 1923 auch die Grand Trunk Railway übernommen hatte, verfügte sie im Stadtzentrum über vier kleinere Kopfbahnhöfe (Bonaventure, Rue McGill, Rue Moreau, Tunnel).
Um den Betrieb zu rationalisieren, plante die CN den Bau eines neuen Hauptbahnhofes, der am Standort des Tunnel Terminal entstehen sollte. Züge aus westlicher Richtung sollten den Tunnel befahren, Züge aus östlicher Richtung eine neu zu bauende Viaduktstrecke. 1926 begannen die Bauarbeiten, die jedoch 1929 aufgrund der einsetzenden Weltwirtschaftskrise unterbrochen werden mussten. 1938 nahm man die Bauarbeiten wieder auf. Die Eröffnung des von John Campbell Merrett entworfenen Hauptbahnhofs erfolgte schließlich am 14. Juli 1943. Bis zum Tunnelportal erstreckte sich ein tiefer Einschnitt, der bis Mitte der 1960er Jahre durch neue Stadtentwicklungsprojekte überdeckt wurde. Die CN baute neben dem Gare Centrale ihren neuen Hauptsitz und bezog ihn im Jahr 1961.
1978 übernahm die neue staatliche Bahngesellschaft VIA Rail den Personenverkehr von der CN und der Canadian Pacific Railway (CPR). Der CPR-Hauptbahnhof Gare Windsor wurde bis 1993 schrittweise außer Betrieb genommen und die bisher dorthin verkehrenden Züge zum Gare Centrale umgeleitet, sodass heute der gesamte Fernverkehr in einem Bahnhof konzentriert ist. Am 3. September 1984 explodierte im Gare Centrale eine Bombe, dabei wurden drei Menschen getötet und 41 weitere verletzt. Der geistig verwirrte Attentäter Thomas Bernard Brigham wollte mit diesem Anschlag gegen den bevorstehenden Besuch von Papst Johannes Paul II. protestieren.

## Angebot
VIA Rail bietet regelmäßige Zugverbindungen zu mehreren Städten im Québec-Windsor-Korridor an. Die Züge verkehren wie folgt:
- 9 Mal täglich nach Toronto Union Station via Cornwall, Brockville, Kingston, Belleville und Oshawa
- 8 Mal täglich nach Ottawa via Alexandria
- 4 Mal täglich nach Québec via Drummondville

Weniger häufig verkehren VIA-Züge zu folgenden Destinationen:
- 3 Mal wöchentlich nach Gaspé via Drummondville, Rivière-du-Loup und Rimouski
- 6 Mal wöchentlich nach Halifax via Drummondville, Rivière-du-Loup, Rimouski, Moncton und Truro
- 3 Mal wöchentlich nach Jonquière (Saguenay)
- 3 Mal wöchentlich nach Senneterre

Einmal täglich verkehrt der Adirondack-Schnellzug der Gesellschaft Amtrak nach New York, via Plattsburgh, Schenectady und Poughkeepsie.
Drei Vororteisenbahnlinien, die von exo betrieben werden, verkehren vom Gare Centrale aus nach Deux-Montagnes, Mont-Saint-Hilaire und Mascouche.

## Verbundene Einrichtungen
Der Gare Centrale befindet sich neben dem Hauptsitz der Bahngesellschaft Canadian National Railway und ist ein wichtiger Zugang zur Montrealer Untergrundstadt. Fußgängertunnels führen unter anderem zur U-Bahn-Station Bonaventure, zur Place du Canada, zu den Wolkenkratzern 1000 de La Gauchetière und Place Ville-Marie, zum Ausstellungs- und Hotelkomplex Place Bonaventure und zum Hotel Fairmont Le Reine Élizabeth. Ein weiteres bedeutendes Gebäude in der unmittelbaren Nachbarschaft ist die Kathedrale Marie-Reine-du-Monde de Montréal. Unterhalb des Bahnhofs befindet sich das Einkaufszentrum Halles de la Gare, die oberen Stockwerke des Gebäudes dienen als Parkhaus.